# Flow (muzyka)
Flow (pot. nawijka) – termin muzyczny związany z kulturą hip-hopową oznaczający umiejętność rapowania w stylu wyróżniającym się spośród stylu innych raperów, a także umiejętność rapowania w zmiennym tempie i stałym rytmie, umiejętność zmiany tempa i akcentowania jest postrzegana jako niecodzienna umiejętność w porównaniu do raperów, którzy od lat recytują swoje utwory, zamiast je śpiewać czy rapować.
Z terminem związane jest również pejoratywne określenie antyflow.